# Пляшечник, Яков Иванович
Яков Иванович Пляшечник (1907 — 1944) — Гвардии майор Рабоче-крестьянской Красной Армии, участник Великой Отечественной войн, Герой Советского Союза (1942).

## Биография
Яков Пляшечник родился 9 декабря 1907 года в селе Грабаровка (ныне — Пирятинский район Полтавской области Украины). После окончания семи классов школы работал в колхозе. В 1929 году Пляшечник был призван на службу в Рабоче-крестьянскую Красную Армию. В 1934 году он окончил Севастопольскую военную авиационную школу лётчиков. С начала Великой Отечественной войны — на её фронтах.
К марту 1942 года капитан Яков Пляшечник командовал авиаотрядом 1-го бомбардировочного авиаполка 23-й бомбардировочной авиадивизии Дальнебомбардировочной авиации. К тому времени он совершил 74 боевых вылета на бомбардировку скоплений боевой техники и живой силы противника, его важных объектов, а также на выброску десантов во вражеский тыл.
Указом Президиума Верховного Совета СССР «О присвоении звания Героя Советского Союза начальствующему составу Военно-воздушных сил Красной Армии» от 20 июня 1942 года за «образцовое выполнение боевых заданий командования на фронте борьбы с немецкими захватчиками и проявленные при этом отвагу и геройство» удостоен высокого звания Героя Советского Союза с вручением ордена Ленина и медалью «Золотая Звезда» за номером 586.
11 февраля 1944 года Пляшечник погиб в бою. Похоронен на братском кладбище во Всеволожске.
Был также награждён орденами Отечественной войны 1-й степени и Красной Звезды, рядом медалей.